# 败酱叶菊芹
败酱叶菊芹（学名：Erechtites valerianifolius）为菊科菊芹属下的一个种。

## 扩展阅读
- 維基物種上的相關：败酱叶菊芹